# 卡辛奶酪
卡辛奶酪（ 西班牙语：queso Casin）是在阿斯圖里亞斯製造的西班牙傳統奶酪。 其名稱受歐盟農產品地理標示和傳統特產標識 (PDO)的保護，在當地傳統農產品的命名受保護。
此奶酪由特定品種的未經巴氏消毒的全脂牛奶製成。主要奶源是阿斯圖里亞斯山牛（Asturiana de laMontaña，又名Casina），阿斯圖里亞斯山谷牛（Asturiana de la Valles），菲士蘭省牛及上述品種之間的牛隻混種。 基本上，此種奶酪的產區主要分布於阿斯圖里亞斯的南部，包括Redes自然公園一帶以及Caso，Sobrescobio和Piloña市内。  此種奶酪可以分為硬質和半硬質，也可稱為固化或半固化。命名源自最初使用的一種奶源，以卡索鎮命名的Caso。
卡辛奶酪形狀通常是常見的後圓盤形，有時也有圓錐型，直徑为10-20釐米，高度為4-7釐米。 重量約在250-1,000克（8.8-35.3盎司）之間。 

## 製造過程
製造卡辛奶酪使用的牛奶必須經過當地監管委員會認證的供應商， 奶牛必須以本地天然的作物飼養。 
獲得指定牛奶後，應使用凝乳劑（在需要發酵的情况下可使用氯化鈣），在30-35°C的恆溫下持續45分鐘攪拌凝結而成，後續將凝結後的凝乳用線切成小塊，並將温度升高2°C，對凝乳進行攪拌直到形成榛果大小的粗顆粒為止，静置约10分鐘後，接下来將凝乳塊放入袋裝塑料袋或帶有細孔的塑膠容器中瀝乾乳清。 
之後将奶酪放進15–20°C的通風室中熟成3天或更長時間，在此期間奶酪每天都要翻面通風，熟成後的奶酪將被手動或模具製程其指定形狀，在壓模時，通常會灑入一些鹽增添風味。 
奶酪製作完成後，保存在通風室中靜置約5天至2週，此期間每天需要翻面一次，最後修飾奶酪表面，讓外觀乾淨且平整，並在外皮加上裝飾和製造商商標。 
卡辛奶酪的製程從凝乳至最終熟成，大约需要兩個月時間。由於此奶酪表皮本身是可食用的，所以出售前會對奶酪包裝，已保護奶酪表面，常用的包裝材料為：纸、纸板、木材或食品等級塑膠。 

## 特徵
卡辛奶酪質地緊實易碎且質地均衡，内部很少有孔洞存在，但可能會因為運輸或保存的原因，表面產生細小裂紋。外皮一般為淡黄色或奶油色，有時會帶有白色斑點。 質地光滑薄透、乾燥且略有油腻感，經常有花朵植物或幾何圖形裝飾，以及製造商的符號或名稱。 
口味具有濃郁的乳製品風味，熟成度較高的奶酪帶有酸味及胡椒味，熟成度較低的奶酪味道較輕盈，味道在口中較為持久。 